# Artega GT
L'Artega GT est une voiture de grand tourisme construite par le constructeur allemand Artega. Il en existe 153 exemplaires dans le monde.https://www.artega.de/en/artega-gt-world/maintenance/
Elle a été dessinée par le designer danois Henrik Fisker (de), un ancien designer d'Aston Martin.

## Caractéristiques

### Moteur
L'Artega GT utilise le V6 3,6 L Volkswagen que l'on peut retrouver dans la Volkswagen Passat R36 ou encore l'Audi Q7 V6 3,6 FSI. Il développe 300 chevaux à 6 600 tr/min et 350 N m de couple à 5 300 tr/min et lui permet d'atteindre une vitesse respectable de 273 km/h et de passer de 0 à 100 km/h en 4,6.
https://www.auto-motor-und-sport.de/test/artega-gt-im-supertest-wie-schlaegt-sich-der-deutsche-lotus/technische-daten/

### Boîte de vitesses et transmission
Le V6 Volkswagen propulse les roues arrière via une boîte de vitesses séquentielle robotisée DSG à 6 rapports construite par Volkswagen.

## Concurrence
Elle est la concurrente directe des petites voitures de sport telle que la Lotus Evora qui sont relativement très proches en matière de performances.

## Sport automobile
En 2011, une Artega GT est engagée aux 24 Heures du Nürburgring.